# جريندل فالد
جیلیرت جریندیلولد هو شخصية خيالية من سلسلة رواية (هاري بوتر) التي كتابته الموالفة إنجليزية ج.ك.رولنغ، ظهر كأسماء في الجزء الأول، لكن ظهوره الفعلي كان في الجزء الأخير من الروية.

## حياته (المرحلة الأولى)
تعلم في معهد (دارمسترانج) السحري، كان (جریندیلوالد) مشهورا في المدرسة لتعمقه في فنون الظلام، أظهر (جریندیلوالد) أنه عبقري بالضبط مثل (دمبلدور)، ولكنه لم یوجه اهتمامه في ربح الكؤوس والجوائز، لم یكن لـِ (جریندیلوالد) أي هدف غیر السحر الأسود، حتى (دارمسترانج) لم تستطع تحمل تجاربه الخطیرة في السحر الأسود، في السادسة عشرة، وطرد من المدرسة.
بعد الطرد عرف عن (جریندیلوالد) تجواله في العالم، إلى أن قرر زيارة عمته مؤرخة السحر المشهورة (باثیلدا باجشوت) والتي عاشت في (انكلترا)وبالتحديد في تجویف (جودريك) لسنوات عدیدة.
كانت (باثيلدا) صديقه مقربة من (ألباس دمبلدور) والذي كان وقتها يقوم
برعاية أخويه في تجویف (جودريك)، قامت (باثيلدا) بتعريفهما البعض واندمجا مع بعضهما، كما قالت (باثيلدا)بالرواية تقول (باثیلدا): «بدا ولد رائع بالنسبة لي. رغم ما أصبح علیه بعدها. فقدمته ل (ألباس)المسكین، الذي كان یفتقد رفقة أشخاص في سنه، الولدان أصبحا مقربان على الفور».
كانا متكافئین في القوة والذكاء ومعرفة النوع السحر وشده قوة.
بسبب الظروف التي مر بها (دمبلدور) من سجن والده وصدمة أخته (بسبب العامة)، فقد آمن بأفكاره المنفية في القانون السحري كما قال (دمبلدور) بالرواية: «(جریندیلوالد). لا یمكنك أن تتصور كیف أن أفكاره أسرتني وألهمتني. العامة سوف یضطرون إلى التبعیة. نحن السحرة سنصبح المظفرون (جریندیلوالد) وأنا الشابان القائدان العظیمان للثورة..» ولكن أسباب الحقيق هو المقدسات المميتة كما قال (دمبلدور) بالرواية: «وفي قلب مخططاتنا، مقدسات الموت ! لكم كان مسحورا بها، لكم كان كلانا مسحورا».

## المقدسات المميتة
| المقدسات                  | لماذا أراده جريند لوالد                | لماذا أراده دمبلدور                      |
| ------------------------- | -------------------------------------- | ---------------------------------------- |
| عصا الألدر أقوى عصا سحرية | السلاح الذي من شأنه أن يقود إلى السلطة | العصا التي لا تهزم                       |
| حجر البعث                 | استدعى جيشًا من الإنفيري                | عودة والديه ورفع كافة المسؤولية عن عاتقه |
| عباءة الاخفاء             | جمع الثلاثة أشياء حتى يكون سيد الموت   | إستخدامه في إخفاء (إريانا)               |

## العداوة
اضطر (دمبلدور) لمواجهة أخيه (ابرفورث) الذي اخبره بالحقائق وأعاده إلى الواقع، تدخل (جریندیلوالد) في النقاش وأصبح الجدال عنيفاً، وحاول (دمبلدور) التدخل في أصبح القتال بينهما إلى معركة رهیبة، وأدت أحد اللعنات إلى مقتل (اريانا).
هرب (جریندیلوالد) كما تنبأ الجمیع، وتلاشى مع خططه للاستیلاء على السلطة، ومخططاته لتعذیب العامة، وأحلامه بمقدسات الموت، بینما بقي (ألباس دمبلدور) لدفن شقیقته، وتعلم العیش مع الشعور بالذنب والحزن المروع والخجل ".
لم یعلن أیا من)دمبلدور) أو)جریندیلوالد (عن تلك الصداقة في مرحلة شبابهما بعد هذا...

## المرحلة الثانية
بعد مرور السنین.. عُرِضَ على (ألباس دمبلدور) منصب وزیر السحر، لیس مرة واحدة بل عدة مرات، وفي نفس الوقت حصل (جریندیلوالد)على عصا لها قوة هائلة.انشغل (ألباس دمبلدور) بتدریب السحرة الشباب، أما (جریندیلوالد) كان یبني جیشا ليشن به حربه على العامة وكل من يساعدهم من السَّحره.
بدأ (جریندیلوالد) حربه على العالم، كان الناس یموتون وكان هو لا یقهر ولم یقدر أحد على إیقافه، رغم أنهما كانا متكافئین بالقوة.. فلقد كان (جریندیلوالد) يخشى (ألباس دمبلدور)وكذلك (ألباس)كان يخشاه.
أَخّرا المعركة بینهما حتى النهایة، ثمَّ حدثت المبارزة الأسطورية وانتهت بفوز (ألباس دمبلدور) بالمبارزة والعصا، وسقوط (جریندیلوالد) وسجنه في (نورمنجارد) وهو السجن الذي بناه لسجن أعداءه والعامة.

## نـهـايـتـه
في السنوات اللاحقة وحیداً في زنزانته في (نورمنجراد) أظهر الندم، وشعر بالرعب والخجل لما قام به من أعمال إجرامية، وللتكفير عن خطئه كذب على (فولدمورت) لمنعه من اقتحام ضریح (ألباس دمبلدور)و الحصول على العصا الأقدم، كما قال في الرواية: " اقتلني الآن.. أنت لن تنتصر.. أنت لا تستطيع الانتصار.. هذه العصا
لن تكون أبدا أبدًا ملكًا لك "، لقد أثارت عبارات هذه الرجل كل الغضب بداخل (فولدمورت)، وفي الحال سطع بالغرفة التي بالقلعة وميض أخضر قوي، وتهاوى هذا الجسد الضعيف لهذا الرجل النحيل على فراشه ولكن ما حصل في الفيلم ان جريندالوالد قال: العصا ترقد معه بالطبع تحت الأرض، في قبرة، مع، "دمبلدور".

## وصلات خارجية
- http://www.hp-lexicon.org/wizards/grindelwald.html